# The Great Artiste
The Great Artiste est un avion bombardier Boeing B-29 Superfortress américain, assigné au 393d Bomb Squadron, dans le 509th Composite Group. Le nom de l'appareil fait allusion à son bombardier, le capitaine Kermit Beahan, pour saluer ses talents militaires, notamment. The Great Artiste réalise douze missions d'entraînement lors desquelles il bombarde des îles du Pacifique aux mains des japonais et largue des bombes citrouille sur des cibles au Japon. C'est le seul appareil à participer aux deux bombardements d'Hiroshima et de Nagasaki, en tant qu'avion d'observation.
Après la fin de la guerre, il retourne avec le 509th Composite Group au Nouveau-Mexique. Il est mis au rebut en septembre 1949, une année après avoir été fortement endommagé lors d'un accident à la base des Forces canadiennes Goose Bay, au Labrador.

## Seconde Guerre mondiale

### Avant les bombardements atomiques

Nose art du Great Artiste.

The Great Artiste (numéro de modèle B-29-45-MO, numéro de série 44-27353 et Victor number 89) est construit par la Glenn L. Martin Company (désormais intégrée à l'entreprise Lockheed Martin) dans son usine de bombardiers de Bellevue au Nebraska, jouxtant l'actuelle base aérienne Offutt. Le bombardier est un des Boeing B-29 Superfortress construits selon la spécification « Silverplate », ce qui leur permet notamment de larguer des bombes atomiques. Il est accepté par l'armée le 20 avril 1945 et envoyé le mois suivant à la base aérienne Wendover où est basé le 509th Composite Group, avec son équipage désigné « C-15 », commandé par le First lieutenant Charles Donald Albury. L'appareil quitte Wendover pour North Field sur l'île de Tinian le 22 juin.
À l'origine, l'avion reçoit d'abord le Victor number 9 et le 1er août il reçoit le marquage de queue avec une lettre R dans un cercle appartenant au 6th Bombardment Group (futur 6th Operations Group). Pour mesure de sécurité, son Victor number est changé en 89 pour éviter une mauvaise identification parmi les pilotes de l'unité. Son nose art est peint après la mission de bombardement Nagasaki. Le nom de l'avion est prétendument une référence aux talents de son bombardier, le capitaine Kermit Beahan, à la fois avec le viseur Norden et avec les femmes.
En plus de son utilisation sur les deux missions de bombardement atomique, The Great Artiste est piloté par cinq équipages différents sur douze missions de formation et d'entraînement. Il réalise des missions de bombardement contre Rota le 4 juillet, les îles Truk le 8 juillet et Minamitori-shima le 9 juillet. Il retourne bombarder Rota les 12 et 14 juillet et bombarde Guguan les 18 et 19 juillet. Il est piloté par Albury et l'équipage « C-15 » sur deux missions de combat : la première est interrompue et l'autre consiste dans le largage d'une bombe citrouille pour cibler des chantiers ferroviaire à Kobe le 24 juillet. Le capitaine Bob Lewis et l'équipage « B-9 » l'utilisent également pour larguer une bombe citrouille sur une cible industrielle à Kōriyama le 29 juillet.

### Bombardements atomiques d'Hiroshima et Nagasaki

Les trajets des deux missions atomiques en août 1945.

Piloté par le commandant du 393d Bomb Squadron, le major Charles Sweeney, l'avion est affecté à la mission de bombardement d'Hiroshima le 6 août 1945, en tant qu'avion de mesure du souffle de la bombe, emportant ainsi des instruments.
Lors la mission de bombardement de Nagasaki le 9 août 1945, l'avion devait transporter la bombe, mais le jour de la mission est avancé de deux jours en raison des conditions météorologiques ; en conséquence, l'instrumentation est embarquée dans l'avion. Pour éviter de retarder le départ, Sweeney échange d'avion avec l'équipage du Bockscar pour larguer la bombe atomique Fat Man. Le capitaine Frederick Bock et son équipage « C-13 » pilotent The Great Artiste à Nagasaki pour sa mission d'appui et atterrissent en fin de mission à Okinawa. Néanmoins, quelques minutes avant l'explosion de la bombe, The Great Artiste largue des instruments attachés à trois parachutes avec des instruments de mesure et des messages à destination du professeur Ryukochi Sagane, un physicien japonais spécialisé dans le nucléaire qui avait travaillé avec trois membres du projet Manhattan. Les textes demandent à Sagane d'avertir le public japonais au sujet des dangers de la bombe atomique, mais ces lettres ne sont trouvées qu'après la fin de la guerre.
The Great Artiste est le seul avion à participer directement aux deux missions atomiques,.

### Après-guerre
En novembre 1945, The Great Artiste revint avec le 509th Composite Group à la base aérienne Walker, au Nouveau-Mexique. L'avion y reste pour le reste de sa carrière active, à l'exception d'une brève période où il est affecté dans le cadre de l'opération Crossroads pour la surveillance des essais nucléaires à Bikini en juillet 1946. Il retourne au 509th en septembre,.
Le 3 septembre 1948, lors d'une mission de formation à la navigation polaire, l'appareil a un problème moteur après le décollage de la base des Forces canadiennes Goose Bay, au Labrador. L'avion atteint l'extrémité de la piste en essayant d'atterrir. Fortement endommagé, il ne pourra plus voler à nouveau et est finalement mis au rebut et démoli dans cette base en septembre 1949, malgré son importance historique,.

## Équipage

### Mission à Hiroshima

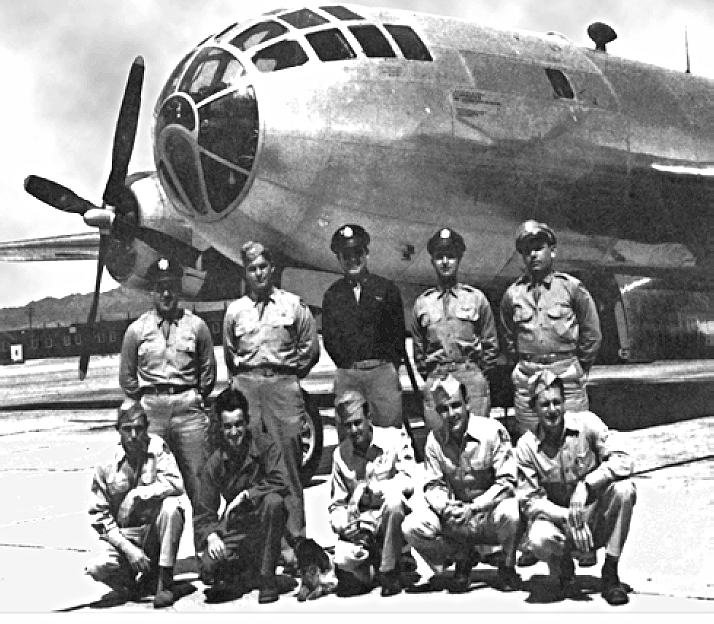
L'équipage « C-15 » à la base aérienne Wendover. Première rangée : Dehart, Kuharek, Buckley, Gallagher et Spitzer ; seconde rangée : Olivi, Beahan, Sweeney, Van Pelt et Albury.

L'équipage « C-15 » (habituellement assigné au Great Artiste) :
- Major Charles Sweeney : commandant de l'avion ;
- First lieutenant Charles Donald Albury : pilote ;
- Second Lieutenant Fred Olivi : copilote ;
- Capitaine James Van Pelt : navigateur ;
- Capitaine Kermit Beahan : bombardier ;
- Corporal Abe Spitzer : opérateur radio ;
- Master Sergeant John D. Kuharek : officier mécanicien navigant ;
- Staff sergeant (en) Ray Gallagher : mitrailleur et assistant officier mécanicien navigant ;
- Staff Sergeant Edward Buckley : opérateur radar ;
- Sergeant Albert Dehart : mitrailleur de queue.

Des observateurs du projet Alberta sont également à bord :
- Luis Walter Alvarez ;
- Harold Agnew ;
- Lawrence H. Johnston (en).

### Mission à Nagasaki
L'équipage « C-13 » (habituellement assigné au Bockscar) :
- Captain Frederick Bock : commandant de l'avion ;
- Lieutenant Hugh C. Ferguson : copilote ;
- Lieutenant Leonard A. Godfrey : navigateur ;
- Lieutenant Charles Levy : bombardier ;
- Master Sergeant Roderick F. Arnold : officier mécanicien navigant ;
- Sergeant Ralph D. Belanger : officier mécanicien navigant ;
- Sergeant Ralph D. Curry : opérateur radio ;
- Sergeant William C. Barney : opérateur radar ;
- Sergeant Robert J. Stock : mitrailleur de queue.

Là encore, des observateurs sont également à bord, :
- Staff Sergeant Walter Goodman (projet Alberta) ;
- Lawrence H. Johnston (projet Alberta) ;
- Technical Sergeant Jesse Kupferberg (projet Alberta) ;
- William L. Laurence, correspondant pour The New York Times[Note 5].

## Postérité

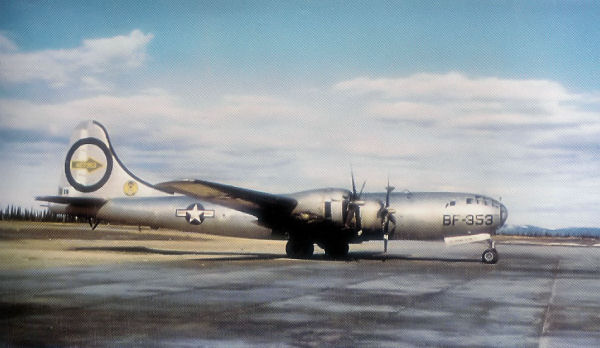
Un Boeing B-29 Superfortress repeint aux couleurs du Great Artiste.

Une représentation de The Great Artiste est visible sur la base aérienne Whiteman, dans le Missouri. L'avion, rénové, qui arbore le nose art du Great Artiste est en fait un Boeing B-29 Superfortress (variante SB-29 Super Dumbo), qui a servi pendant la guerre de Corée.